# Soehrensia strigosa
Soehrensia strigosa ist eine Pflanzenart aus der Gattung Soehrensia in der Familie der Kakteengewächse (Cactaceae). Das Artepitheton strigosa stammt aus dem Lateinischen, bedeutet ‚borstenhaarig‘ und verweist auf die Bedornung der Triebe.

## Beschreibung
Soehrensia strigosa wächst strauchig, verzweigt von der Basis aus und bildet dichte Gruppen von bis zu 1 Meter Durchmesser. Die zylindrischen, aufrechten oder aufsteigenden Triebe weisen Durchmesser von 5 bis 6 Zentimeter auf und sind bis zu 60 Zentimeter lang. Es sind 15 bis 18 sehr niedrige und stumpfe Rippen vorhanden. Die auf ihnen befindlichen kreisrunden, großen Areolen sind anfangs weiß und stehen bis zu 0,8 Zentimeter voneinander entfernt. Die aus ihnen entspringenden zahlreichen, fein nadeligen, weißlichen bis gelblichen bis rötlich braunen Dornen sind gelegentlich dunkler gespitzt. Die etwa vier Mitteldornen sind  bis zu 7 Zentimeter lang. Die neun bis 16 Randdornen sind etwas kürzer.
Die trichterförmigen, weißen Blüten öffnen sich in der Dämmerung und bleiben fast den gesamten folgenden Tag geöffnet. Sie sind bis 20 Zentimeter lang und weisen einen Durchmesser von 15 Zentimeter auf. Die kugelförmigen, gelben bis orangefarbenen Früchte sind fleischig und 4 bis 6,5 Zentimeter lang.

## Verbreitung, Systematik und Gefährdung
Soehrensia strigosa ist in den argentinischen Provinzen Salta, Tucumán, Catamarca, La Rioja, San Juan und Mendoza in der Monte-Vegetation der tieferen Lagen von 700 bis 2000 Metern verbreitet.
Die Erstbeschreibung als Cereus strigosus durch Joseph zu Salm-Reifferscheidt-Dyck wurde 1834 veröffentlicht. Boris O. Schlumpberger stellte die Art 2012 in die Gattung Soehrensia. Weitere nomenklatorische Synonyme sind Echinocereus strigosus (Salm-Dyck) Lem. (1885), Trichocereus strigosus (Salm-Dyck) Britton & Rose (1920) und Echinopsis strigosa (Salm-Dyck) H.Friedrich & G.D.Rowley (1974).
In der Roten Liste gefährdeter Arten der IUCN wird die Art als „Least Concern (LC)“, d. h. als nicht gefährdet geführt.

## Nachweise